# Laura Tolen
Laura Tolen est une artiste visuelle franco-camerounaise née en 1997 à La Garenne-Colombes. Ses œuvres explorent les thèmes de la mémoire, de la nostalgie et de la transmission intergénérationnelle. Ses médiums sont le dessin, la peinture, la photographie et la broderie.

## Biographie

### Enfance et débuts
Laura Tolen naît en 1997 à La Garenne-Colombes, Hauts-de-Seine. À l'âge de deux mois, cette native d'une famille issue des peuples Bakoko et Bassa est ramenée au Cameroun par ses parents. Elle effectue ses études secondaires d'une part au lycée français Fustel-de-Coulanges à Yaoundé et d'autre part au lycée français Dominique-Savio à Douala où elle obtient le Baccalauréat Littéraire. Elle retourne ensuite à Paris pour faire Prépart Arts visuels et réussit le concours d'entrée à l’École nationale supérieure des Beaux-Arts en 2015. Elle y décroche le diplôme national supérieur d'arts plastiques (DNSAP) en 2020. Encore étudiante, elle organise avec ses camarades plusieurs expositions collectives et ses travaux de recherche sont publiés dans l'ouvrage L'Anthropologie aux Beaux-Arts,. 

### Parcours professionnel
Artuelles Interférences est l'exposition qui lui permet de dévoiler ses talents au grand public pour la première fois au Cameroun à la Annie Kadji Arts Gallery, à Douala, en 2020. En raison de la pandémie de COVID-19, cette exposition de 12 femmes artistes d'origine camerounaise, parmi lesquelles Grâce Dorothée et Bienvenue Fotso, est diffusée en ligne et Laura Tolen n'est pas présente physiquement. Toujours en 2020, elle entre en résidence à la Stone Oven House en Italie dans la commune de Rorà. Elle y expose ses travaux au cours de l'exposition collective Open Studios. 
En 2021, à Paris, elle prend part à quatre expositions collectives. Notamment, elle est l'une des 27 artistes féminines retenues dans le cadre de Home Perspectives à l'Espace Christiane Peugeot. Elle présente à cette occasion sa conception ultime du «chez-soi» et contribue à soutenir le Palais de la Femme,. En mars 2022, elle partage l'affiche avec Léa Toutain, à l'occasion de l'exposition Intimités, une collaboration des galeries Millenn’Art et Artdib à Paris,,. En 2023, elle présente ses créations à Lagos, au Nigéria au cours de l'exposition collective Optics à Ko Gallery. 
De décembre 2023 à janvier 2024, aux côtés de Zandile Tshabalala, Ayanfe Olarinde et Wilfried Mbida, elle est l'une des quatre femmes artistes-peintres mises en lumière lors de l'exposition Tales by Women présentée par la galerie Bwo, à Douala,. En 2025, elle entre en résidence à Bolo l'espace art et culture dirigé par Édith Mbella et met à la disposition du public et des médias le résultat de cinq années de recherche et de production personnelle avec le soutien de l'Institut Français du Cameroun,. Cette première exposition solo au Cameroun est intitulée Mémoire intemporelle: Je me souviendrai de demain,.

## Œuvres notables

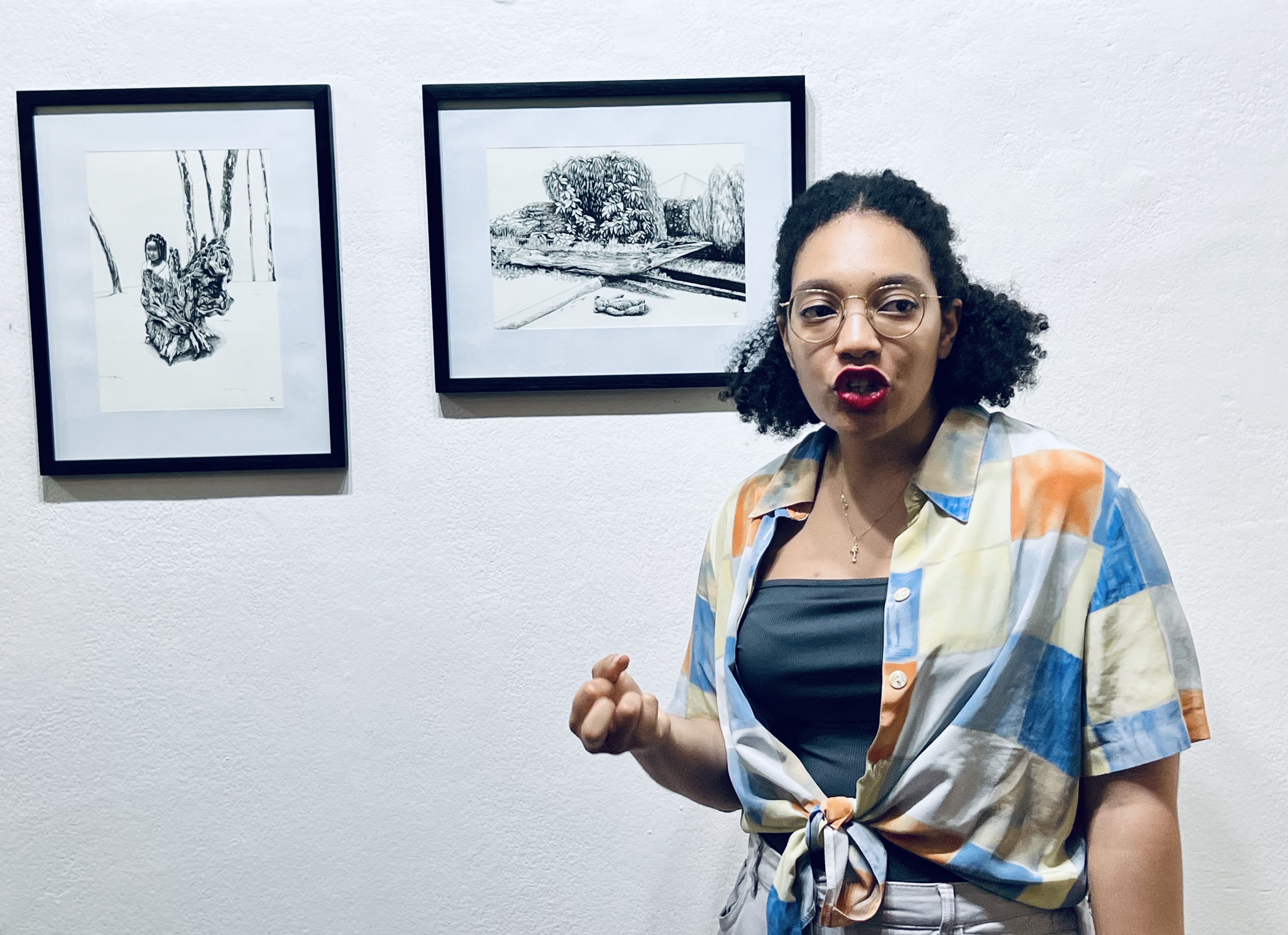
Laura Tolen présente Mémoire Intemporelle à Bolo l’espace art & culture de Douala le 17 mars 2025.

- La contemplation, 2024[21] ;
- Looking out the window, 2024[21] ;
- L’offrande, 2024[21] ;
- L’écho, 2024[21] ;
- Your warm gaze upon me, 2023[21] ;
- In my mother's clothes, 2023[22] ;
- Le berger de l’Ouest, 2023[21] ;
- Le filet du pêcheur, 2023[23] ;
- Sans titre, 2022[24] ;
- Immuable, 2022[25] ;
- Les trois sages, 2021[26] ;
- La Ballade ancestrale, 2020[27] ;
- L’Éveil, 2020[28].

## Expositions

### Expositions solo

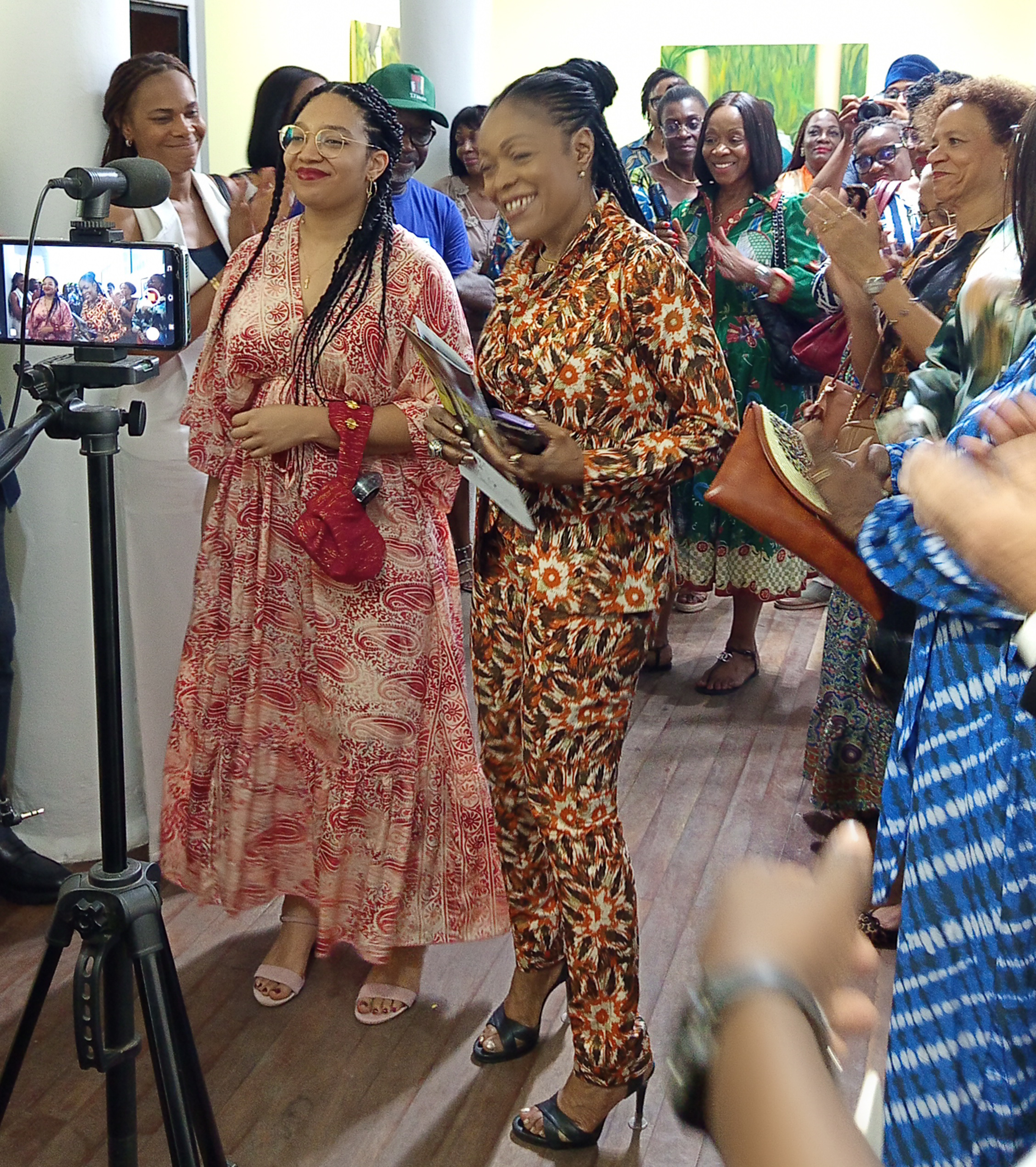
Laura Tolen aux côtés de la curatrice Édith Mbella lors du vernissage de Mémoire intemporelle: Je me souviendrai de demain à Bolo l'espace art et culture (Cameroun) le 19 mars 2025.

- 2025 Mémoire intemporelle: Je me souviendrai de demain, Bolo l'espace art et culture, Douala, Cameroun[18].
- 2023 Solo show, Galerie Sanaga, Tours, France[1].

### Expositions collectives
- 2024 Roots and Wings, Potomac, Maryland, Etats-Unis[29] ;
- 2024 Faire parler les souvenirs, IESA Arts & Culture, Paris, France[30] ;
- 2024 Festival L’Afrique En Marche, Espace Sorano, Vincennes, France[31] ;
- 2023 Tales by Women, Bwo Gallery, Douala, Cameroun[32] ;
- 2023 Optics, Ko Gallery, Lagos, Nigeria[14] ;
- 2022 The Ties that Bind Us, online show[33] ;
- 2022 Intimités, 39 rue Chapon, Paris, France[24] ;
- 2021 Transport Commun (Volet 2), Collection Société Générale, Paris, France[34] ;
- 2021 À Première Vue, Galerie Raymond Dreyfus, Paris, France[35] ;
- 2021 Premiers Regards, 23 rue Michel Le Comte, Paris, France[12] ;
- 2021 Home Perspectives, Espace Christiane Peugeot, Paris, France[10] ;
- 2020 Open Studios, Stone Oven House, Rorà, Italie[8] ;
- 2020 Artuelles Interférences, Annie Kadji Art Gallery, Douala, Cameroun[7].

## Résidences
- 2025 Bolo l'espace art et culture, Douala, Cameroun[36].
- 2020 Stone Oven House, Rorà, Italy[8].

## Publications
- 2019 Éditions #1 (pages 8-9) et #4, Tumultes magazine, Lafayette Anticipations[37]
- 2019 L’Anthropologie aux Beaux-Arts, pages 138-141, Beaux-Arts de Paris Éditions[4]
- 2015 Black & White, Volume 2, page 46, Out of Step Books[38]